# Ixodes andinus

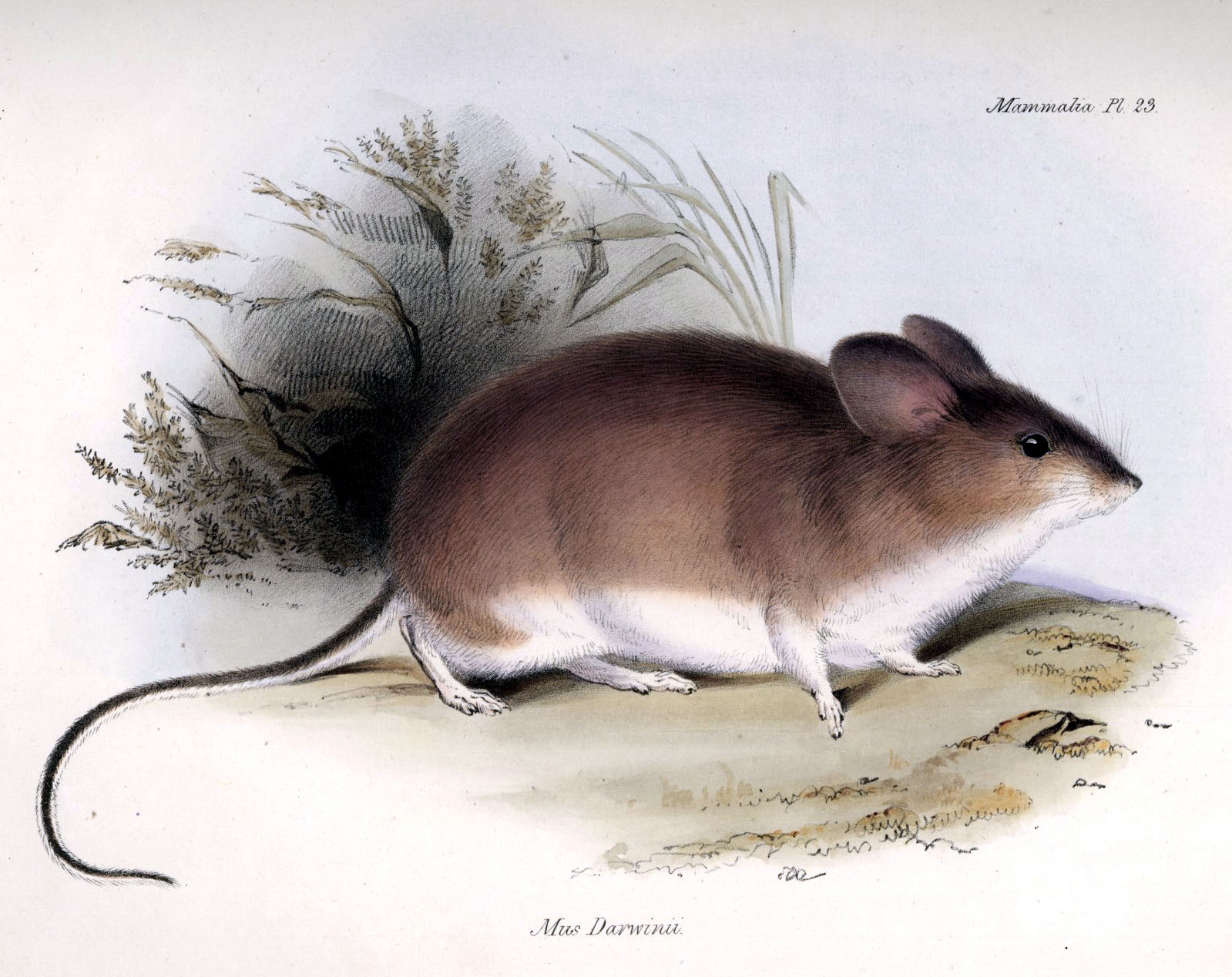
Основной вид-хозяин: листоухий хомячок Дарвина (Sigmodontinae), на котором паразитируют клещи Ixodes andinus

Ixodes andinus (лат.) — вид клещей рода Ixodes из семейства Ixodidae. Обитает в Южной Америке. Паразитируют на млекопитающих: среди хозяев такие грызуны как листоухий хомячок Дарвина (Sigmodontinae) и Hesperomys sorella. Вид был впервые описан в 1957 году американским паразитологом Гленом Милтоном Колсом (англ. Glen Milton Kohls; 1905—1986).

## Распространение
Южная Америка: Перу, в высокогорьях на 4000 м над уровнем моря.